# 두완
두완(杜緩, ? ~ 기원전 34년)은 전한 후기의 관료로, 경조윤 두릉현(杜陵縣) 사람이다. 어사대부 두연년의 아들이다.

## 생애
젊어서 낭(郞)이 되었고, 본시 연간에 교위(校尉)가 되어 포류장군(蒲類將軍) 조충국을 따라 흉노를 쳤다. 돌아와서 간대부(諫大夫)가 되었고, 상곡도위·안문태수를 역임하였다.
감로 2년(기원전 52년), 두연년의 뒤를 이어 건평후(建平侯)에 봉해졌고 이듬해에 태상으로 승진하였다.
초원 4년(기원전 45년), 나라에 도적이 들끓은 책임을 물어 면직되었다.
두완은 평소 옥사를 가볍게 하는 한편 술을 멀리하고 식사를 검소하게 하여, 관속들이 그 은덕을 칭송하였다.
건소 5년(기원전 34년)에 죽으니 시호를 효라 하였고, 작위는 아들 두업이 이었다.

## 출전
- 반고, 《한서》 권17 경무소선원성공신표·권19하 백관공경표 下·권60 두주전

| 전임 소창 | 전한의 태상 기원전 51년 ~ 기원전 45년 | 후임 임천추 |

| 선대 아버지 건평경후 두연년 | 전한의 건평후 기원전 52년 ~ 기원전 34년 | 후대 아들 건평강후 두업 |